# Jean-François Perrin de Rosier
Jean-François Perrin de Rosier est un homme politique français né le 30 juin 1749 à Viviez (Aveyron) et décédé le 29 mars 1790 à Paris.
Issue d'une famille de la bourgeoisie du Rouergue, il est le fils de Jean François Perrin (1728-1794), avocat en parlement et co-seigneur d'Aubin. Ainé de sa fratrie, Il est le frère de Valentin Perrin-Lasfargues et de Joseph Perrin de Latardivie (1757-1839), maire de Peyrusse-le-Roc. Avocat, il est élu député du tiers état aux états généraux de 1789 pour la sénéchaussée de Villefranche-de-Rouergue et vote avec la majorité. Perrin de Rosier meurt à Paris au cours de la session de la Constituante, à son domicile de la paroisse Saint-Eustache.

## Sources
- « Jean-François Perrin de Rosier », dans Adolphe Robert et Gaston Cougny, Dictionnaire des parlementaires français, Edgar Bourloton, 1889-1891 [détail de l’édition]